# Đông Tiến, Yên Phong
Đông Tiến là một xã thuộc huyện Yên Phong, tỉnh Bắc Ninh, Việt Nam.

## Địa lý
Xã Đông Tiến có diện tích 5,46 km², dân số năm 1999 là 5.717 người, mật độ dân số đạt 1.047 người/km².

## Hành chính
Xã Đông Tiến được chia thành 5 thôn: Đông Thái, Đông Xuyên, Đồng Thôn, Ô Cách và Thượng Thôn.

## Lịch sử
Tháng 9 năm 1948, hợp nhất 3 xã Đông Lân, Đông Thái, Đông Xuyên thành xã Đông Tiến.